# Ковтання
Ковта́ння  — є комплексом рухових реакцій, які забезпечують перехід їжі через глотку й стравохід до шлунка. В ковтанні можна виділити три фази: ротову довільну, глоткову-мимовільну (швидку) та стравохідну мимовільну (повільну).